# Rory Enrique Conde
Rory Enrique Conde (Barranquilla, Colombia, 14 de junio de 1965) es un asesino en serie colombiano. Es conocido por el alias de El estrangulador de Miami o El estrangulador de la calle ocho ya que asesinó a 6 personas (5 prostitutas y un transexual) en la ciudad de Miami, Estados Unidos, en la década de 1990.
Se encuentra recluido en la Prisión Estatal de Florida, Estados Unidos, a la espera de su ejecución ya que fue condenado a pena de muerte por violar, torturar y asesinar a Rhonda Dunn. Su número de identificación en la prisión es M25274.

## Biografía
Rory Conde nació el 14 de junio de 1965 en Barranquilla, Colombia. Su madre murió de tétanos cuando tenía seis años. Conde y su hermana Nelly fueron criados por su abuela paterna. Cuando Conde tenía doce años, se mudaron a Miami para vivir con su padre, Gustavo Conde. Conde no se llevaba bien con su padre ya que creía que era una persona abusiva. La futura esposa de Conde, Carla Conde, pensaba que los arrebatos de Rory eran el resultado de abusos sexuales a manos de su padre y su pareja.
Rory y Carla Bodden se casaron en 1987, cuando él tenía 21 años y ella 15, y tuvieron dos hijos. Rory, que trabajaba como obrero de la construcción, era un marido abusivo y estuvo acusado de violencia doméstica, después de constantes peleas y discusiones con su esposa. En julio de 1994, Carla se mudó a la casa de sus padres con los dos niños, separándose de Conde. Rory amenazó con matarla si salía con alguien más.

## Asesinatos
El 17 de septiembre de 1994, Enrique Conde mató a un gigolo travesti de nombre Lázaro Comesana. Dijo que había matado a Lázaro después de descubrir que era un hombre durante el sexo.
Conde asesinó luego a dos prostitutas más, Elisa Martínez el 8 de octubre y Charity Nava el 20 de noviembre. Además, en las nalgas de Martínez dejó escrito: «A ver si puedes atraparme» y en la espalda de Nava escribió: «“TERCERA! Voy a llamar a Dwight Chan». Esto último era una referencia al presentador de la cadena WPLG, Dwight Lauderdale. 
Conde mató después a otras tres prostitutas: Wanda Crawford el 25 de noviembre, Necole Schneider el 17 de diciembre y Rhonda Dunn el 12 de enero de 1995. Estranguló a sus víctimas hasta la muerte, y después sodomizó los cadáveres.

## Captura y sentencia
Enrique Conde fue uno de los fugitivos más perseguidos en su momento. Se cree que fue rastreado por 100 agentes especiales de los Estados Unidos por un período de 10 meses, mediante el uso de 5000 pistas y rastros y cerca de un millón de dólares como recursos.
Fue capturado en junio de 1995. Antes de su captura violó y torturó a Gloria Maestre en su casa, una prostituta que conoció en Biscayne Boulevard. Enrique Conde pensó que Maestre estaba muerta, sin embargo, la mujer sobrevivió y avisó a las autoridades. Después de la captura se le practicó una prueba de ADN, la cual «confirmó que los restos de semen en su cuerpo coincidían genéticamente con los encontrados en las otras prostitutas asesinadas».
Enrique Conde se declaró culpable del asesinato de cinco de las seis personas que asesinó y fue condenado por el juez Jerald Bagley a cinco cadenas perpetuas consecutivas sin libertad condicional. Sin embargo, fue condenado a pena de muerte por el asesinato de Rhonda Dunn, según la palabras de Bagley: «La manera violenta y cruel como fue asesinada Rhonda Don merece un castigo único y ejemplar». Según sus propias confesiones, cometió los asesinatos como consecuencia de la ruptura de su matrimonio.